# F1 22
F1 22 (o anche Formula 1 2022) è un videogioco di guida, sviluppato da Codemasters e uscito il 1º luglio 2022. È il secondo capitolo della serie distribuito da EA Sports, dopo aver acquisito Codemasters a metà febbraio 2021. È basato sul campionato mondiale di Formula 1 2022 e sui campionati di Formula 2 2022 e 2021.

## Nuove caratteristiche
A causa delle nuove regole tecniche per il campionato mondiale di Formula 1 2022, F1 22 presenta nuovi modelli di auto con una fisica aggiornata. Il gioco include anche un elenco delle piste rivisitate, inclusi i layout aggiornati del circuito di Catalogna, sede del Gran Premio di Spagna, del circuito di Yas Marina, sede del Gran Premio di Abu Dhabi e del circuito Albert Park, sede del Gran Premio d'Australia, oltre all'aggiunta del Miami International Autodrome, sede del nuovo Gran Premio di Miami.
Nel gioco è stata inserita anche la Sprint, una nuova aggiunta alla categoria introdotta nel mondiale già dal 2021. F1 22 è dotato anche di IA adattiva per i giocatori neofiti, che regolerebbe il ritmo delle auto IA in base alle prestazioni dei giocatori per garantire un migliore bilanciamento della gara. Il gioco introduce anche una modalità hub personalizzabile chiamata F1 Life per consentire ai giocatori di collezionare supercar, abbigliamenti e accessori, oltre alla presenza di una playlist musicale. Il gioco da questa edizione è programmato anche per supportare la realtà virtuale per PC tramite Oculus Rift o HTC Vive. F1 22 offre anche opzioni di trasmissione immersiva, progettate dopo le trasmissioni televisive di Formula 1, nonché pit stop interattivi. La modalità carriera, invece, rimane pressoché identica rispetto alla scorsa edizione, tranne per la possibilità in carriera "My Team" di iniziare come team di bassa, media o alta classifica.

## Telecronisti
- Carlo Vanzini e  Davide Valsecchi (per la Formula 1).
- Alex Jacques (voce italiana di  Diego Baldoin) (per la Formula 2) e  Davide Valsecchi.

## Piloti e team
F1 22 include le 10 squadre e i 20 piloti della stagione 2022 di Formula 1 e le 11 squadre e i 22 piloti della stagione 2021 di Formula 2. Le 11 squadre e i 22 piloti della stagione 2022 di Formula 2 sono stati inseriti successivamente con un aggiornamento, così come la pilota colombiana Tatiana Calderón al posto di quello turco Cem Bölükbaşı nella squadra di Formula 2 della stagione 2022 Charouz Racing System.

### Piloti e team di Formula 1
| Scuderia                                       | Costruttore                  | Telaio            | Power unit | Gomme | Nº | Piloti           | Sigla |
| ---------------------------------------------- | ---------------------------- | ----------------- | ---------- | ----- | -- | ---------------- | ----- |
| Mercedes-AMG Petronas F1 Team                  | Mercedes                     | W13 E Performance | Mercedes   | P     | 44 | Lewis Hamilton   | HAM   |
| Mercedes-AMG Petronas F1 Team                  | Mercedes                     | W13 E Performance | Mercedes   | P     | 63 | George Russell   | RUS   |
| Oracle Red Bull Racing                         | Red Bull Racing-RBPT         | RB18              | RBPT       | P     | 1  | Max Verstappen   | VER   |
| Oracle Red Bull Racing                         | Red Bull Racing-RBPT         | RB18              | RBPT       | P     | 11 | Sergio Pérez     | PER   |
| Scuderia Ferrari                               | Ferrari                      | F1-75             | Ferrari    | P     | 16 | Charles Leclerc  | LEC   |
| Scuderia Ferrari                               | Ferrari                      | F1-75             | Ferrari    | P     | 55 | Carlos Sainz Jr. | SAI   |
| McLaren F1 Team                                | McLaren-Mercedes             | MCL36             | Mercedes   | P     | 3  | Daniel Ricciardo | RIC   |
| McLaren F1 Team                                | McLaren-Mercedes             | MCL36             | Mercedes   | P     | 4  | Lando Norris     | NOR   |
| BWT Alpine F1 Team                             | Alpine-Renault               | A522              | Renault    | P     | 14 | Fernando Alonso  | ALO   |
| BWT Alpine F1 Team                             | Alpine-Renault               | A522              | Renault    | P     | 31 | Esteban Ocon     | OCO   |
| Scuderia AlphaTauri                            | AlphaTauri-RBPT              | AT03              | RBPT       | P     | 10 | Pierre Gasly     | GAS   |
| Scuderia AlphaTauri                            | AlphaTauri-RBPT              | AT03              | RBPT       | P     | 22 | Yuki Tsunoda     | TSU   |
| Aston Martin Aramco Cognizant Formula One Team | Aston Martin Aramco-Mercedes | AMR22             | Mercedes   | P     | 18 | Lance Stroll     | STR   |
| Aston Martin Aramco Cognizant Formula One Team | Aston Martin Aramco-Mercedes | AMR22             | Mercedes   | P     | 5  | Sebastian Vettel | VET   |
| Williams Racing                                | Williams-Mercedes            | FW44              | Mercedes   | P     | 23 | Alexander Albon  | ALB   |
| Williams Racing                                | Williams-Mercedes            | FW44              | Mercedes   | P     | 6  | Nicholas Latifi  | LAT   |
| Alfa Romeo F1 Team ORLEN                       | Alfa Romeo-Ferrari           | C42               | Ferrari    | P     | 77 | Valtteri Bottas  | BOT   |
| Alfa Romeo F1 Team ORLEN                       | Alfa Romeo-Ferrari           | C42               | Ferrari    | P     | 24 | Zhou Guanyu      | ZHO   |
| Haas F1 Team                                   | Haas-Ferrari                 | VF-22             | Ferrari    | P     | 20 | Kevin Magnussen  | MAG   |
| Haas F1 Team                                   | Haas-Ferrari                 | VF-22             | Ferrari    | P     | 47 | Mick Schumacher  | MSC   |

### Piloti e team di Formula 2
| Scuderia              | Costruttore | Telaio          | Power unit | Gomme | Nº | Piloti            | Sigla |
| --------------------- | ----------- | --------------- | ---------- | ----- | -- | ----------------- | ----- |
| PREMA Racing          | Dallara     | Dallara F2 2018 | Mecachrome | P     | 1  | Dennis Hauger     | HAU   |
| PREMA Racing          | Dallara     | Dallara F2 2018 | Mecachrome | P     | 2  | Jehan Daruvala    | DAR   |
| Virtuosi Racing       | Dallara     | Dallara F2 2018 | Mecachrome | P     | 3  | Jack Doohan       | DOO   |
| Virtuosi Racing       | Dallara     | Dallara F2 2018 | Mecachrome | P     | 4  | Marino Sato       | SAT   |
| Carlin                | Dallara     | Dallara F2 2018 | Mecachrome | P     | 5  | Liam Lawson       | LAW   |
| Carlin                | Dallara     | Dallara F2 2018 | Mecachrome | P     | 6  | Logan Sargeant    | SAR   |
| Hitech Grand Prix     | Dallara     | Dallara F2 2018 | Mecachrome | P     | 7  | Marcus Armstrong  | ARM   |
| Hitech Grand Prix     | Dallara     | Dallara F2 2018 | Mecachrome | P     | 8  | Jüri Vips         | VIP   |
| ART Grand Prix        | Dallara     | Dallara F2 2018 | Mecachrome | P     | 9  | Frederik Vesti    | VET   |
| ART Grand Prix        | Dallara     | Dallara F2 2018 | Mecachrome | P     | 10 | Théo Pourchaire   | POU   |
| MP Motorsport         | Dallara     | Dallara F2 2018 | Mecachrome | P     | 11 | Felipe Drugovich  | DRU   |
| MP Motorsport         | Dallara     | Dallara F2 2018 | Mecachrome | P     | 12 | Clément Novalak   | NOV   |
| Campos Racing         | Dallara     | Dallara F2 2018 | Mecachrome | P     | 14 | Olli Caldwell     | CAL   |
| Campos Racing         | Dallara     | Dallara F2 2018 | Mecachrome | P     | 15 | Ralph Boschung    | BOS   |
| DAMS                  | Dallara     | Dallara F2 2018 | Mecachrome | P     | 16 | Roy Nissany       | NIS   |
| DAMS                  | Dallara     | Dallara F2 2018 | Mecachrome | P     | 17 | Ayumu Iwasa       | IWA   |
| Trident               | Dallara     | Dallara F2 2018 | Mecachrome | P     | 20 | Richard Verschoor | VER   |
| Trident               | Dallara     | Dallara F2 2018 | Mecachrome | P     | 21 | Calan Williams    | WIL   |
| Charouz Racing System | Dallara     | Dallara F2 2018 | Mecachrome | P     | 22 | Enzo Fittipaldi   | FIT   |
| Charouz Racing System | Dallara     | Dallara F2 2018 | Mecachrome | P     | 23 | Tatiana Calderón  | CAL   |
| Van Amersfoort Racing | Dallara     | Dallara F2 2018 | Mecachrome | P     | 24 | Jake Hughes       | HUG   |
| Van Amersfoort Racing | Dallara     | Dallara F2 2018 | Mecachrome | P     | 25 | Amaury Cordeel    | COR   |

### Piloti e team di Formula 2 2021
| Scuderia              | Costruttore | Telaio          | Power unit | Gomme | Nº | Piloti              | Sigla |
| --------------------- | ----------- | --------------- | ---------- | ----- | -- | ------------------- | ----- |
| PREMA Racing          | Dallara     | Dallara F2 2018 | Mecachrome | P     | 1  | Robert Švarcman     | SHW   |
| PREMA Racing          | Dallara     | Dallara F2 2018 | Mecachrome | P     | 2  | Oscar Piastri       | PIA   |
| UNI-Virtuosi Racing   | Dallara     | Dallara F2 2018 | Mecachrome | P     | 3  | Zhou Guanyu         | ZHO   |
| UNI-Virtuosi Racing   | Dallara     | Dallara F2 2018 | Mecachrome | P     | 4  | Felipe Drugovich    | DRU   |
| Carlin                | Dallara     | Dallara F2 2018 | Mecachrome | P     | 5  | Dan Ticktum         | TIC   |
| Carlin                | Dallara     | Dallara F2 2018 | Mecachrome | P     | 6  | Jehan Daruvala      | DAR   |
| Hitech Grand Prix     | Dallara     | Dallara F2 2018 | Mecachrome | P     | 7  | Liam Lawson         | LAW   |
| Hitech Grand Prix     | Dallara     | Dallara F2 2018 | Mecachrome | P     | 8  | Jüri Vips           | VIP   |
| ART Grand Prix        | Dallara     | Dallara F2 2018 | Mecachrome | P     | 9  | Christian Lundgaard | LUN   |
| ART Grand Prix        | Dallara     | Dallara F2 2018 | Mecachrome | P     | 10 | Théo Pourchaire     | POU   |
| MP Motorsport         | Dallara     | Dallara F2 2018 | Mecachrome | P     | 11 | Richard Verschoor   | VER   |
| MP Motorsport         | Dallara     | Dallara F2 2018 | Mecachrome | P     | 12 | Lirim Zendeli       | ZEN   |
| Charouz Racing System | Dallara     | Dallara F2 2018 | Mecachrome | P     | 14 | Enzo Fittipaldi     | FIT   |
| Charouz Racing System | Dallara     | Dallara F2 2018 | Mecachrome | P     | 15 | Guilherme Samaia    | SAM   |
| DAMS                  | Dallara     | Dallara F2 2018 | Mecachrome | P     | 16 | Roy Nissany         | NIS   |
| DAMS                  | Dallara     | Dallara F2 2018 | Mecachrome | P     | 17 | Marcus Armstrong    | ARM   |
| Campos Racing         | Dallara     | Dallara F2 2018 | Mecachrome | P     | 20 | David Beckmann      | BEC   |
| Campos Racing         | Dallara     | Dallara F2 2018 | Mecachrome | P     | 21 | Ralph Boschung      | BOS   |
| HWA RACELAB           | Dallara     | Dallara F2 2018 | Mecachrome | P     | 22 | Jack Aitken         | AIT   |
| HWA RACELAB           | Dallara     | Dallara F2 2018 | Mecachrome | P     | 23 | Alessio Deledda     | DEL   |
| Trident               | Dallara     | Dallara F2 2018 | Mecachrome | P     | 24 | Bent Viscaal        | VIS   |
| Trident               | Dallara     | Dallara F2 2018 | Mecachrome | P     | 25 | Marino Sato         | SAT   |

## Lista dei circuiti
F1 22 contiene tutti i circuiti del calendario della stagione 2022 di Formula 1, tra cui il nuovo Miami International Autodrome, sede del debuttante Gran Premio di Miami. L'Autódromo Internacional do Algarve, sede del Gran Premio del Portogallo, così come lo Shanghai International Circuit, sede del Gran Premio di Cina, sono stati aggiunti successivamente con un aggiornamento.
| No. | Gran Premio                                               | Circuito                           | Sede              |
| --- | --------------------------------------------------------- | ---------------------------------- | ----------------- |
| 1   | Gulf Air Bahrain Grand Prix                               | Bahrain International Circuit      | Manama            |
| 2   | STC Saudi Arabian Grand Prix                              | Jeddah Street Circuit              | Gedda             |
| 3   | Australian Grand Prix                                     | Albert Park Circuit                | Melbourne         |
| 4   | Rolex Gran Premio del Made in Italy e dell'Emilia-Romagna | Autodromo Enzo e Dino Ferrari      | Imola             |
| 5   | Crypto.com Miami Grand Prix                               | Miami International Autodrome      | Miami             |
| 6   | Pirelli Gran Premio de España                             | Circuit de Barcelona-Catalunya     | Barcellona        |
| 7   | Grand Prix de Monaco                                      | Circuit de Monaco                  | Monaco            |
| 8   | Azerbaijan Grand Prix                                     | Baku City Circuit                  | Baku              |
| 9   | AWS Grand Prix du Canada                                  | Circuit Gilles-Villeneuve          | Montréal          |
| 10  | Lenovo British Grand Prix                                 | Silverstone Circuit                | Silverstone       |
| 11  | Rolex Großer Preis von Österreich                         | Red Bull Ring                      | Spielberg         |
| 12  | Lenovo Grand Prix de France                               | Circuit Paul Ricard                | Le Castellet      |
| 13  | Aramco Magyar Nagydíj                                     | Hungaroring                        | Budapest          |
| 14  | Rolex Belgian Grand Prix                                  | Circuit de Spa-Francorchamps       | Francorchamps     |
| 15  | Dutch Grand Prix                                          | Circuit Zandvoort                  | Zandvoort         |
| 16  | Pirelli Gran Premio d'Italia                              | Autodromo nazionale di Monza       | Monza             |
| 17  | Singapore Airlines Singapore Grand Prix                   | Marina Bay Street Circuit          | Singapore         |
| 18  | Honda Japanese Grand Prix                                 | Suzuka International Racing Course | Suzuka            |
| 19  | Aramco United States Grand Prix                           | Circuit of the Americas            | Austin            |
| 20  | Gran Premio de la Ciudad de México                        | Autodromo Hermanos Rodríguez       | Città del Messico |
| 21  | Grande Prêmio de São Paulo                                | Autódromo José Carlos Pace         | San Paolo         |
| 22  | Etihad Airways Abu Dhabi Grand Prix                       | Yas Marina Circuit                 | Abu Dhabi         |
| 23  | Grande Prémio de Portugal                                 | Algarve International Circuit      | Portimão          |
| 24  | Chinese Grand Prix                                        | Shanghai International Circuit     | Shanghai          |

## Vetture supercar
- Aston Martin DB11 V12
- Aston Martin Vantage F1 Edition
- Aston Martin Vantage Safety Car
- Ferrari Roma
- Ferrari F8 Tributo
- McLaren 720S
- McLaren Artura
- Mercedes-AMG GT Black Series
- Mercedes-AMG GT Safety Car
- Mercedes-AMG GT R Pro